# Bruna Rodrigues
Bruna Liege da Silva Rodrigues (Porto Alegre, 23 de agosto de 1987) é uma estudante, ativista social e política brasileira filiada ao Partido Comunista do Brasil (PCdoB).

## Biografia
Nascida em Porto Alegre em 23 de agosto de 1987, Bruna Rodrigues é filha de Breno Rodrigues Junior e Virginia Terezinha da Silva Rodrigues. Cresceu na Vila Cruzeiro, uma das regiões periféricas da capital gaúcha, sendo filha de uma empregada doméstica e de um gari. É mãe e, segundo informações de 2022, era estudante cotista do curso de Administração Pública e Social na Universidade Federal do Rio Grande do Sul (UFRGS).

## Carreira política e ativismo
Bruna Rodrigues iniciou sua militância política cedo, filiando-se ao PCdoB aos 16 anos. Ao longo de sua trajetória, presidiu a União das Associações de Moradores de Porto Alegre (UAMPA) e a União da Juventude Socialista (UJS) em Porto Alegre. Também atuou como assessora parlamentar da então deputada estadual Manuela d'Ávila.
Nas eleições municipais de 2020, foi eleita vereadora de Porto Alegre pelo PCdoB com 5.366 votos. Durante seu mandato na Câmara Municipal de Porto Alegre (XVIII Legislatura), integrou a Comissão de Economia, Finanças e Orçamento e do Mercosul (CEFOR), sendo presidente em 2021, e foi líder da bancada do PCdoB em 2021 e 1ª Vice-Líder em 2022. Entre suas iniciativas como vereadora, destacam-se a proposição do "Selo Empresa Amiga da Mulher" e um projeto de apoio a filhos de mulheres vítimas de feminicídio. Renunciou ao mandato de vereadora em 31 de janeiro de 2023 para assumir como deputada estadual.
Em setembro de 2023, foi condenada por contravenção penal de vias de fato devido a um incidente ocorrido em 2021, durante seu mandato como vereadora, envolvendo o então vereador Alexandre Bobadra.

## Deputada estadual
Nas eleições estaduais de 2022, Bruna Rodrigues foi eleita deputada estadual pelo PCdoB, obtendo 51.865 votos. Assumiu o mandato na Assembleia Legislativa do Rio Grande do Sul em 1º de fevereiro de 2023, para a 56.ª legislatura (2023–2027).
Na Assembleia Legislativa, integra a chamada Bancada Negra, ao lado dos deputados Matheus Gomes (PSOL) e Laura Sito (PT). Em 18 de março de 2025, tomou posse como Procuradora Especial da Mulher da Assembleia Legislativa, tornando-se a primeira mulher negra a ocupar o cargo em seus 10 anos de existência. As deputadas Laura Sito, Stela Farias e Sofia Cavedon foram nomeadas procuradoras adjuntas.